# Bob Boone
Robert Raymond Boone (nascido em 19 de novembro de 1947) é um ex-jogador profissional de beisebol que atuou como catcher e treinador na Major League Baseball. Foi convocado quatro vezes para o All-Star Game. Nascido em San Diego, Califórnia, Bob Boone é filho de outro ex-jogador das grandes ligas, o falecido terceira base Ray Boone e pai de dois jogadores da MLB: o ex-segunda base Bret Boone e do defensor interno Aaron Boone. Todos os quatro membros da família foram convocados para os All-Stars durante suas carreiras. Atualmente Boone atua como Gerente Geral Adjunto e Vice-Presidente do Desenvolvimento de  Jogadores para o Washington Nationals.

## Família
Além da ligação de sua família com o esporte, Bob é descendente do pioneiro americano Daniel Boone Bob Boone e sua esposa, Susan Boone, tem 3 filhos.